# Collegiale Sint-Martinuskerk (Clamecy)

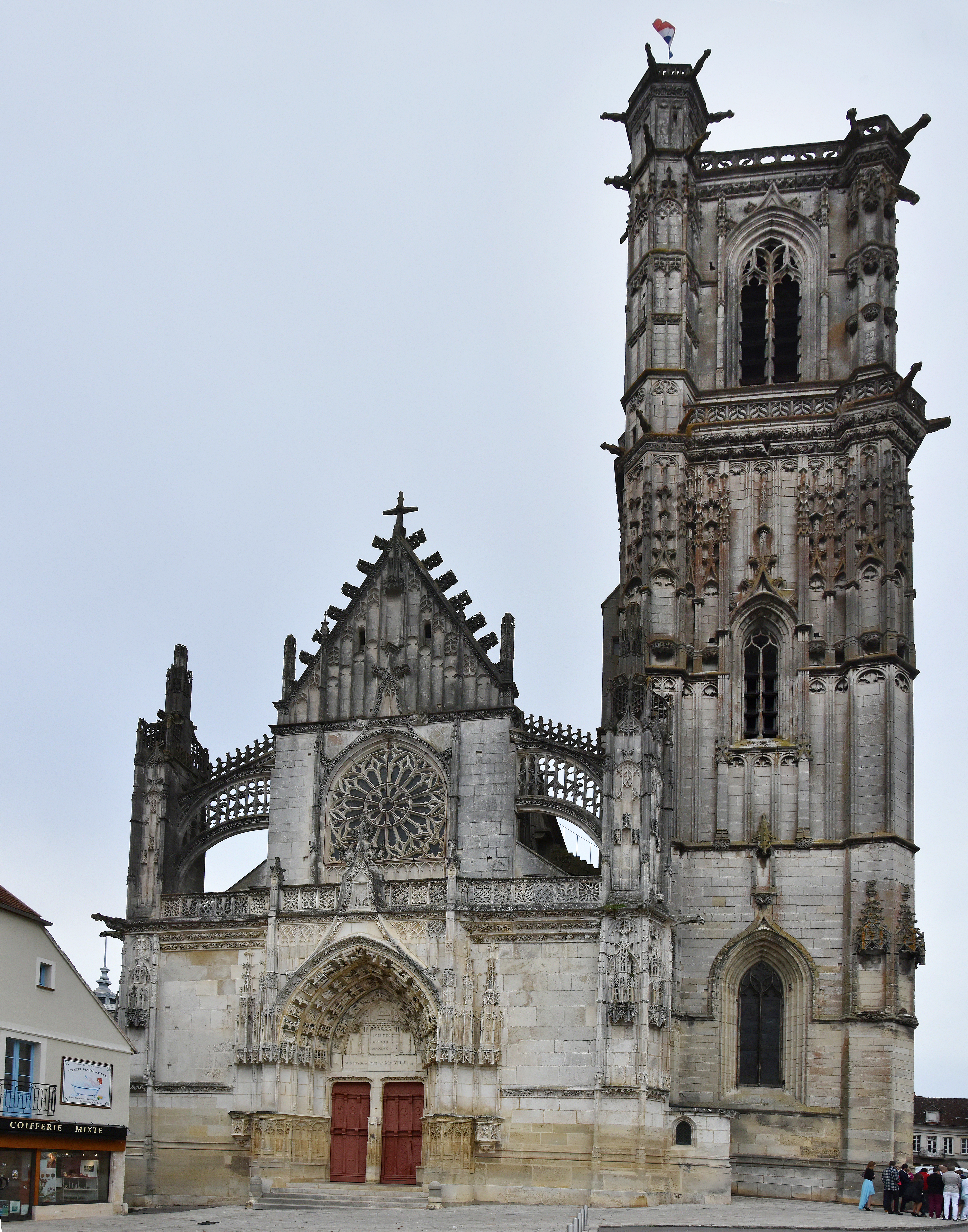
Collegiale Sint-Martinus van Clamecy

De Collegiale Sint-Martinuskerk is een kapittelkerk in de Franse stad Clamecy in noorden van het departement Nièvre van de regio Bourgogne-Franche-Comté. De kerk is toegewijd aan Martinus van Tours. Ze werd tot aan de Franse Revolutie bediend door een kapittel van kanunniken.

## Bouwgeschiedenis
Historici zijn er over eens dat de bouw van de kerk rond 1215 startte, kort na het verkrijgen van het vrijheidscharter van graaf Hervé de Nevers. Ze werd in 1448 toegewijd aan Martinus van Tours.
De bouw van de toren begon in 1497 zoals een inscriptie in een van de zuilen vermeldt. De toren was in 1515 afgewerkt en men besloot toen de voorgevel te herbouwen en te voorzien van een portiek bekroond met een timpaan. De niches die gewoonlijk beelden bevatten zijn leeg gebleven alhoewel men niet weet of dat de bedoeling was. De toren is het werk van Pierre Cuvé die zou zijn omgekomen toen hij werd verpletterd door een steenblok of, volgens een andere bron, van een stelling viel.
Tijdens de Franse revolutie heeft men gepoogd om de toren te laten instorten. Waterspuwers werden vernield opdat het regenwater de kerk zou binnendringen, en beeldhouwwerk van het timpaan met gebeurtenissen uit het leven van Martinus. Tijdens de Tweede Wereldoorlog werden de waterspuwers doelwit voor een Duitse tank. Ze werden hersteld in 1847 en in 1943. 
Rond 1837 realiseerde architect Jean-Jacques-Marie Huvé (1783-1852) restauratiewerken waarbij de zuilen werden versterkt en het doksaal opnieuw werd opgetrokken. Het eerste werd rond 1525 gebouwd, waarschijnlijk om meer stabiliteit te geven aan het schip. Het roosvenster in de voorgevel kwam er tijdens de restauratie in 1854. Er is een kerkorgel aanwezig van Aristide Cavaillé-Coll uit 1864 dat in 2011 werd gerestaureerd. Het eerste orgel dateerde uit 1440.
De kerk is een prominent voorbeeld van de Bourgondische stijl en markeert het begin van de gotiek in deze streek.

## Afbeeldingen

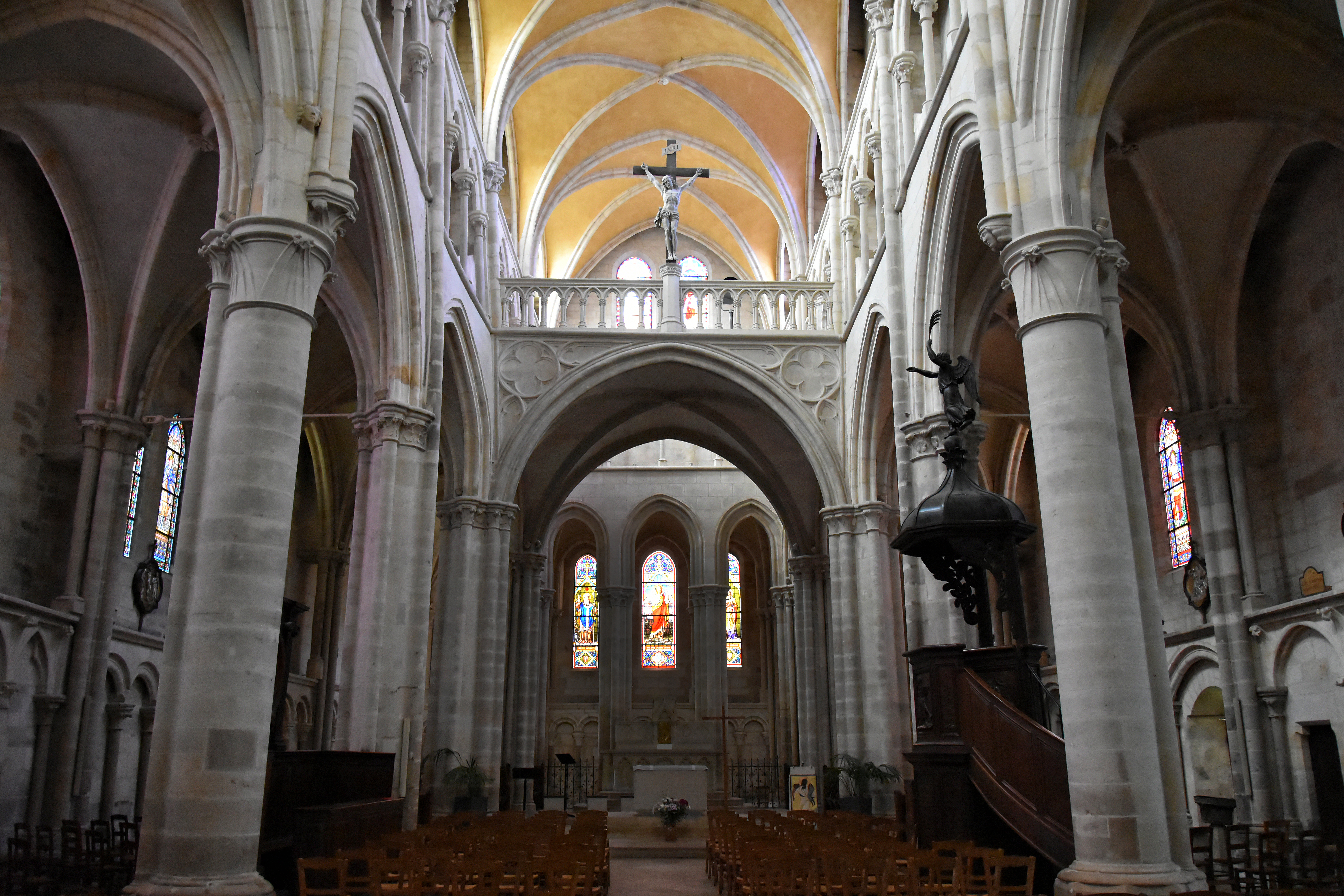
Priesterkoor met doksaal en triforium
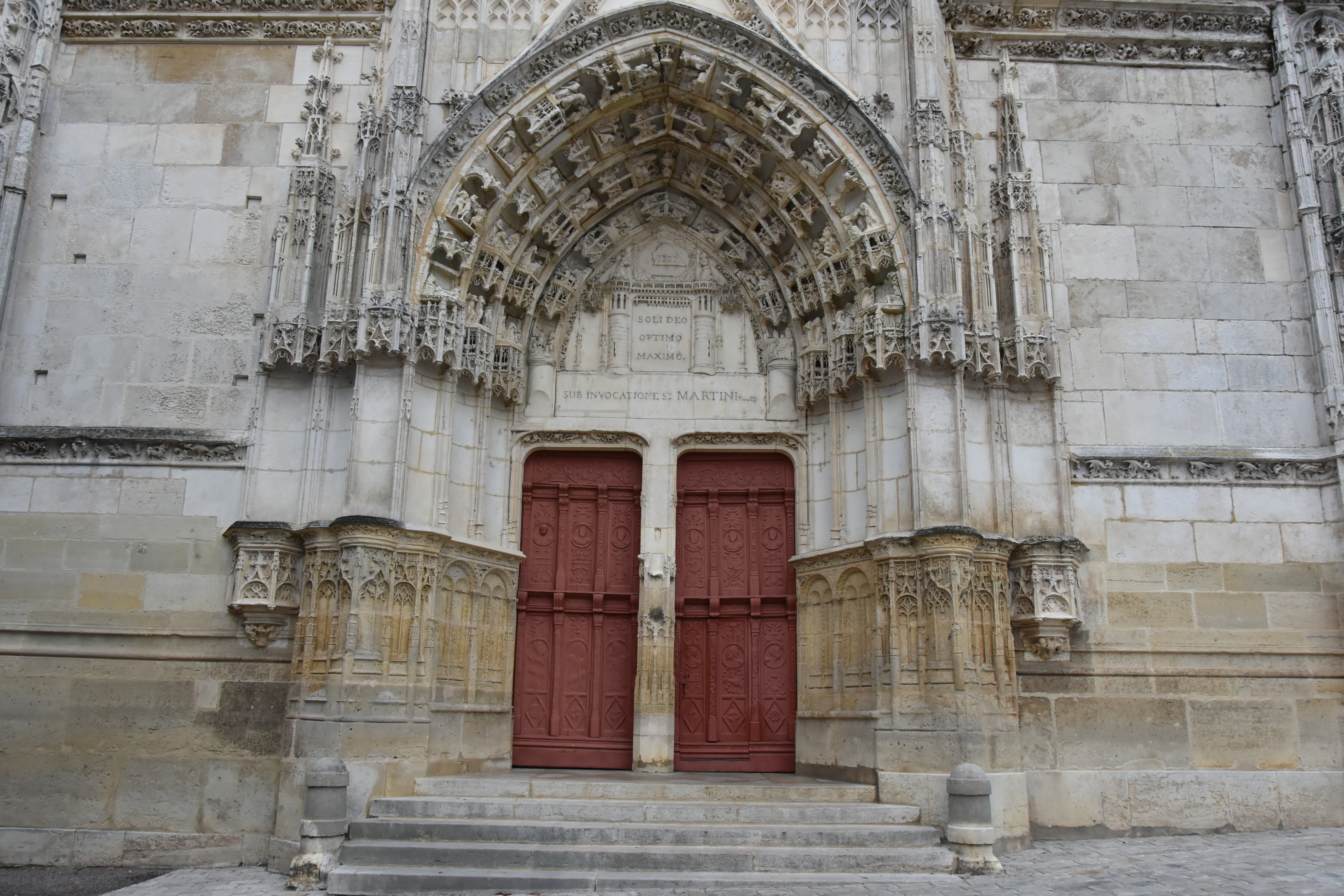
Portiek met timpaan
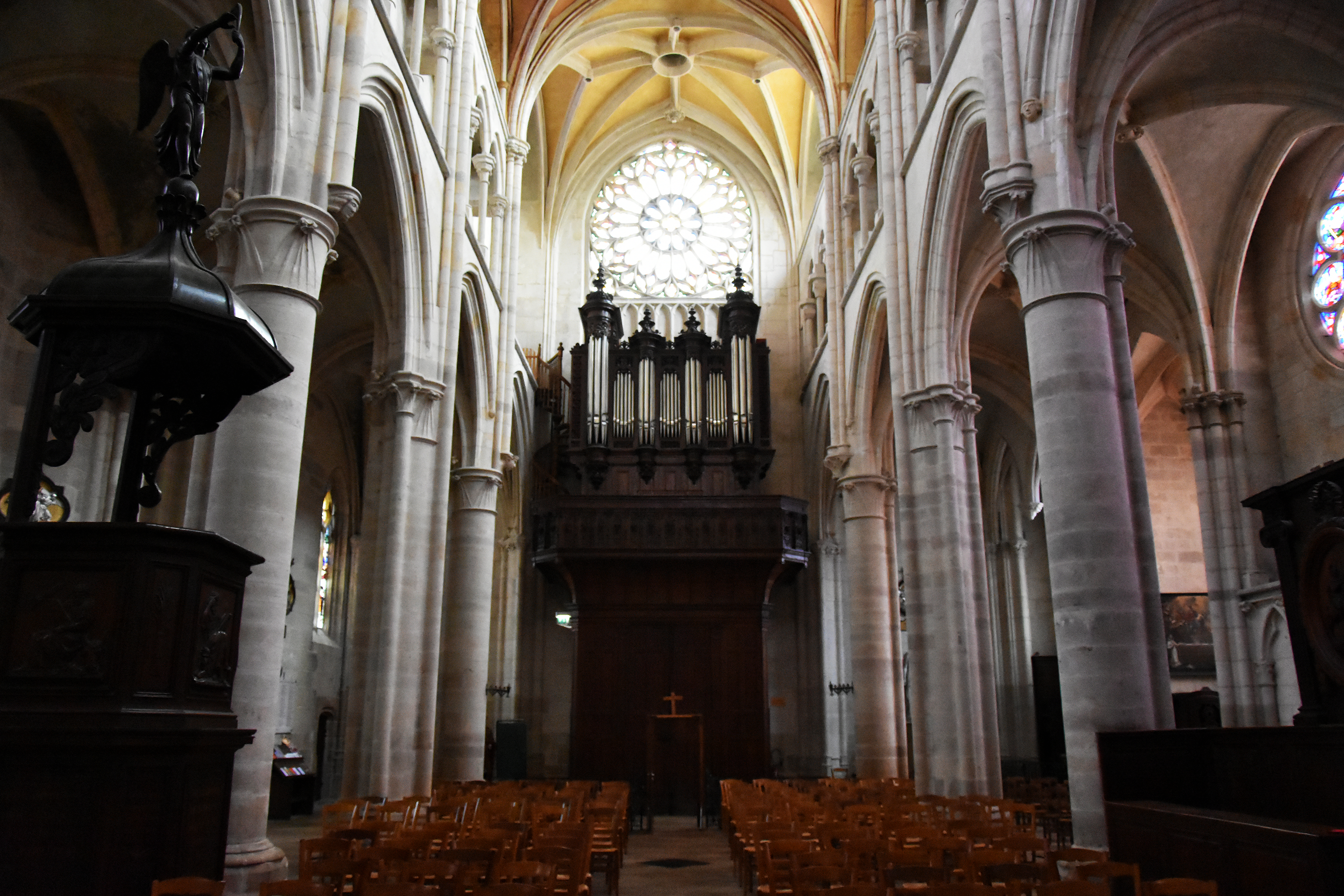
Schip met achteraan het orgel Cavaillé-Coll
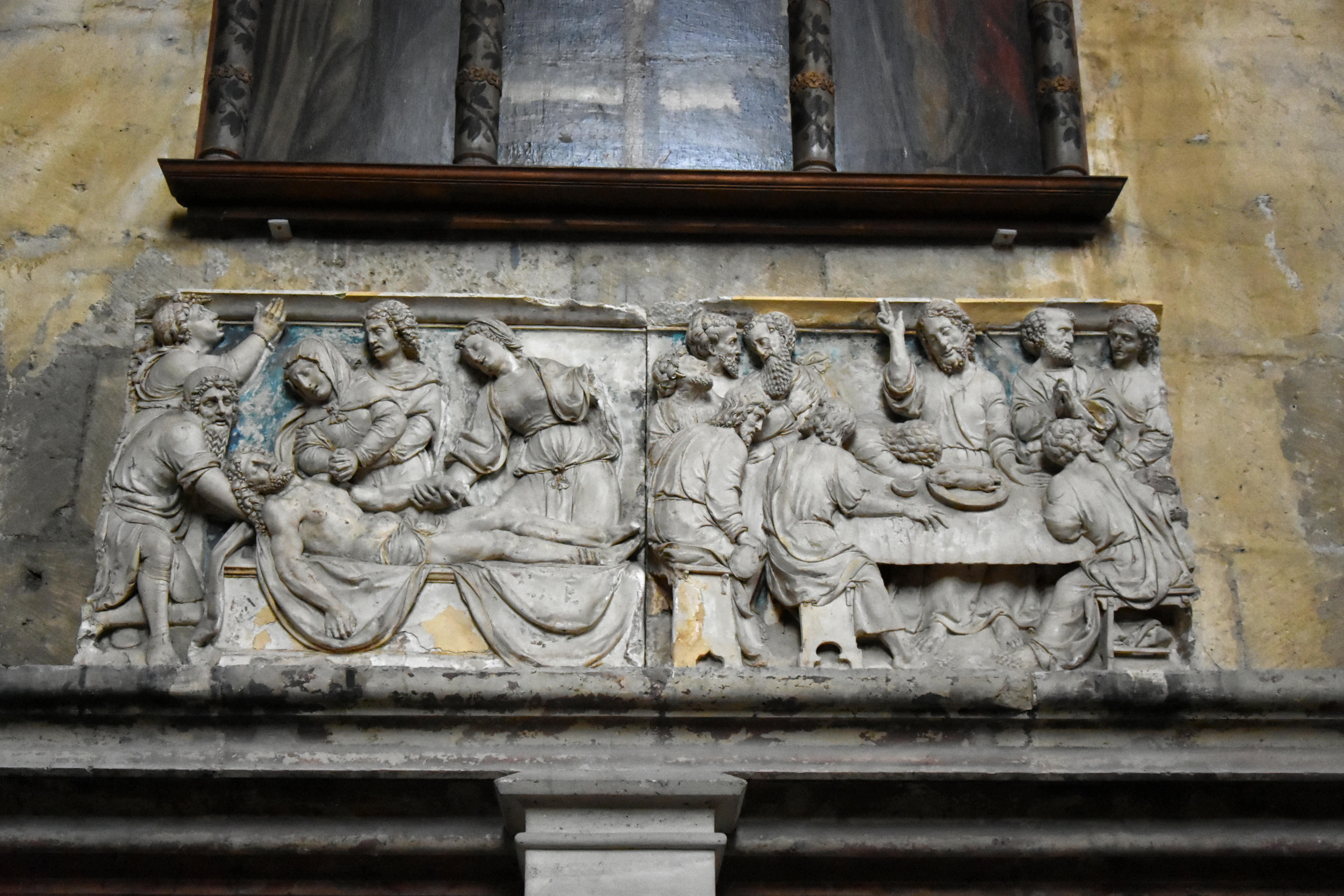
Beeldhouwwerk van het verdwenen doksaal - Lamentatie en Laatste Avondmaal